# Euskal Bizikleta 1995
La Euskal Bizikleta 1995, ventiseiesima edizione della corsa, si svolse in cinque tappe dal 7 all'11 giugno 1995, per un percorso totale di 734,7 km. Fu vinta dal russo Evgenij Berzin che terminò in 18.21'58".

## Tappe
| Tappa  | Data      | Percorso                       | km    | Vincitore di tappa | Leader cl. generale |
| ------ | --------- | ------------------------------ | ----- | ------------------ | ------------------- |
| 1ª     | 7 giugno  | Eibar > Gernika                | 162   | Alberto Elli       | Alberto Elli        |
| 2ª     | 8 giugno  | Gernika > Murgia               | 185   | Evgenij Berzin     |                     |
| 3ª     | 9 giugno  | Murgia > Zuia Deba             | 178   | Alberto Elli       |                     |
| 4ª-1ª  | 10 giugno | Deba > Eibar                   | 87,5  | Mariano Piccoli    |                     |
| 4ª-2ª  | 10 giugno | Abadiño > Matiena (cron. ind.) | 20,3  | Alex Zülle         |                     |
| 5ª     | 11 giugno | Eibar > Arrate                 | 101,9 | Francesco Frattini | Evgenij Berzin      |
| Totale | Totale    | Totale                         | 734,7 |                    |                     |

## Squadre e corridori partecipanti
Alla corsa parteciparono 15 squadre:
| N. | Cod. | Squadra             |
| -- | ---- | ------------------- |
|    | AKI  | Aki-Gipiemme        |
|    | ---  | Artiach             |
|    | BAN  | Banesto             |
|    | BRE  | Brescialat          |
|    | ---  | Castellblanch       |
|    | EUS  | Euskadi             |
|    | GEW  | Gewiss-Ballan       |
|    | MER  | Mercatone Uno-Saeco |

| N. | Cod. | Squadra                      |
| -- | ---- | ---------------------------- |
|    | MAG  | MG-Technogym                 |
|    | NAV  | Navigare-Blue Storm          |
|    | MAP  | Mapei-GB                     |
|    | ONC  | ONCE                         |
|    | PLT  | Team Polti                   |
|    | ---  | Porcelana Santa Clara-Samara |
|    | TVM  | TVM                          |

## Dettagli delle tappe

### 1ª tappa
- 7 giugno: Eibar > Gernika – 162 km

Risultati
| Pos. | Corridore         | Squadra       | Tempo    |
| ---- | ----------------- | ------------- | -------- |
| 1    | Alberto Elli      | MG Maglificio | 4h05'26" |
| 2    | Massimo Podenzana | Brescialat    | a 2"     |
| 3    | Nicola Minali     | Gewiss        | a 55"    |

### 2ª tappa
- 8 giugno: Gernika > Murgia – 185 km

Risultati
| Pos. | Corridore           | Squadra  | Tempo    |
| ---- | ------------------- | -------- | -------- |
| 1    | Evgenij Berzin      | Gewiss   | 4h41'34" |
| 2    | Francesco Frattini  | Gewiss   | s.t.     |
| 3    | Francesco Secchiari | Navigare | a 11"    |

### 3ª tappa
- 9 giugno: Murgia > Zuia Deba – 178 km

Risultati
| Pos. | Corridore         | Squadra       | Tempo    |
| ---- | ----------------- | ------------- | -------- |
| 1    | Alberto Elli      | MG Maglificio | 4h37'09" |
| 2    | Fabrizio Bontempi | Brescialat    | s.t.     |
| 3    | Denis Zanette     | Aki-Gipiemme  | a 11"    |

### 4ª tappa-1ª semitappa
- 10 giugno: Deba > Eibar – 87,5 km

Risultati
| Pos. | Corridore       | Squadra       | Tempo    |
| ---- | --------------- | ------------- | -------- |
| 1    | Mariano Piccoli | Brescialat    | 1h58'01" |
| 2    | Marco Saligari  | MG Maglificio | s.t.     |
| 3    | Abraham Olano   | Mapei-GB      | a 11"    |

### 4ª tappa-2ª semitappa
- 11 giugno: Abadiño > Matiena – Cronometro individuale – 20,3 km

Risultati
| Pos. | Corridore      | Squadra       | Tempo  |
| ---- | -------------- | ------------- | ------ |
| 1    | Alex Zülle     | ONCE          | 23'11" |
| 2    | Evgenij Berzin | Gewiss        | a 7"   |
| 3    | Alberto Elli   | MG Maglificio | a 33"  |

### 5ª tappa
- 12 giugno: Eibar > Arrate – 101,9 km

Risultati
| Pos. | Corridore          | Squadra | Tempo    |
| ---- | ------------------ | ------- | -------- |
| 1    | Francesco Frattini | Gewiss  | 2h34'59" |
| 2    | Alex Zülle         | ONCE    | a 35"    |
| 3    | Evgenij Berzin     | Gewiss  | a 36"    |

## Classifiche finali

### Classifica generale
| Pos. | Corridore           | Squadra       | Tempo     |
| ---- | ------------------- | ------------- | --------- |
| 1    | Evgenij Berzin      | Gewiss        | 18h21'58" |
| 2    | Alex Zülle          | ONCE          | a 4"      |
| 3    | Francesco Frattini  | Gewiss        | a 5"      |
| 4    | Alberto Elli        | MG Maglificio | a 20"     |
| 5    | Francesco Secchiari | Navigare      | a 2'23"   |
| 6    | Georg Totschnig     | Team Polti    | a 2'27"   |
| 7    | Félix García Casas  | Artiach       | a 3'05"   |
| 8    | Íñigo Cuesta        | Euskadi       | a 3'12"   |
| 9    | Abraham Olano       | Mapei-GB      | a 3'20"   |
| 10   | Denis Zanette       | Aki-Gipiemme  | a 3'26"   |